# Reginnaglar
Reginnaglar ("makternas spikar") är i fornnordisk mytologi spikar som slogs in i högsätenas stolpar. Dessa spikar/nitar omnämns endast på två ställen, i två islänningasagor nedtecknade på 1200-talet; Eyrbyggja saga och Glælognskviða. Spikarna/nitarna var troligen symboler för den spets på Världspelaren kring vilken himlen välver sig.